# マルヴィチーノ
マルヴィチーノ（伊: Malvicino）は、イタリア共和国ピエモンテ州アレッサンドリア県にある、人口約100人の基礎自治体（コムーネ）。

## 地理

### 位置・広がり
| 隣接するコムーネは以下の通り。 - カルトージオ - モンテキアーロ・ダックイ - パレート - ポンツォーネ - スピーニョ・モンフェッラート |

### 地震分類
イタリアの地震リスク階級 (it) では、3 に分類される
。

## 行政

### 分離集落
マルヴィチーノには、以下の分離集落（フラツィオーネ）がある。
- Alberghina, Bric della Vite, Fonda, Gelati, Gramonda, Isola Buona, Laiazzo, Marelli, Pian Gallina, Prazzini, Pronetto, Redimuncè, Saliceto